# Guaíba Feminina
O Guaíba Feminina foi um programa de televisão brasileiro apresentado pela extinta TV Guaíba, de Porto Alegre, entre 1981 e 1986, apresentado por Tânia Carvalho, Magda Beatriz, Marina Conter, Liliana Reid e Aninha Comas.

## História
A TV Guaíba fora inaugurada em 10 de março de 1979, mas começava sua programação diária às 17h30min. O jornalista Sérgio Reis foi chamado por Breno Caldas para estender a programação da emissora, a única não filiada à nenhuma rede de televisão do centro do país. A principal aposta de Sérgio Reis foi o Guaíba Feminina, que começava às 11h30min e ia até 14h30min, concorrendo com o Jornal do Almoço, da TV Gaúcha e aproveitando a brecha deixada pela extinção do Portovisão, que ia ao ar na TV Difusora, que fora vendida para a Rede Bandeirantes e encerrara quase toda a programação local.
Foi aproveitando isso que Sérgio Reis pôde contratar sua estrela maior, a apresentadora Tânia Carvalho, que estava grávida de seu segundo filho, Diogo. Reis também trouxe da Difusora uma das apresentadoras do noticiário noturno Câmera 10, Magda Beatriz. Daí se lembrou de uma garota-propaganda que trabalhara com ele nas décadas de 50 e 60, quando dirigia a TV Piratini, emissora própria da Rede Tupi, Marina Conter. Reis conta que descobriu o número dela na lista telefônica, discou e, quando ela atendeu, se apresentou e foi logo perguntando: "tu continuas linda?", ao que a já cinquentona completou: "e gostosa…", então recebendo o convite para fazer parte do time de apresentadoras do novo programa. Reis precisava de uma cozinheira, já que programa feminino sem quadro de culinária não faria sentido, então contratou Aninha Comas, que fazia sucesso na alta sociedade portoalegrense com suas comidas congeladas e seu tempero-base. Juntou a elas a própria esposa, Liliana Reid, que apresentara o Clubinho Gaúcha Zero Hora no canal 12.
O programa sempre começava com as apresentadoras sentadas em volta de uma mesa, anunciando as principais atrações do dia e destacando as manchetes dos jornais Correio do Povo e Folha da Tarde. Minutos depois, Aninha Comas se transferia para o cenário da cozinha e preparava a receita do dia, cujos ingredientes podiam ser conferidos nas páginas dos jornais da Companhia Jornalística Caldas Júnior. Tornou popular um produto que virou sua marca registrada e é vendido até hoje por sua empresa de alimentos congelados, o tempero-base, que era uma mistura à base de cebola e tomate, batidas no liquidificador com vários outros ingredientes, para ser usado em quase todos os pratos salgados. O programa seguia com convidados variados trazendo assuntos de interesse feminino.
De forma geral, a apresentadora Tânia Carvalho era a principal comandante do programa, liderando as entrevistas com celebridades e comportamento. Magda Beatriz e Liliana Reid se dedicavam às questões que envolviam moda e decoração, além de prestação de serviços, como as consultas sobre direito de família com o advogado Fernando Malheiros. Marina Conter conduzia as entrevistas sobre artesanato e artes manuais, além de assuntos sobre família, já que tinha 10 filhos.
O programa ainda contava com a participação dos estilistas Xico Gonçalves e César Vargas, com dicas de moda. As apresentadoras Magda Beatriz e Liliana Reid, aproveitando o sucesso do programa entre as mulheres, também lançaram sua própria marca de roupas e loja de moda importada de São Paulo e Rio de Janeiro, a Toque e Retoque.
O colunista de televisão do jornal Zero Hora Tiaraju Brockstedt costumava chamá-las de As Panteras de Caldas, em alusão ao seriado de Aaron Spelling com a Companhia Jornalística Caldas Júnior, Ltda.

## Decadência
Quando a Caldas Júnior foi pressionada pelo Banrisul, a pedido do então governador Jair Soares, a saldar suas enormes dívidas, adquiridas para o investimento na inauguração e expansão da TV Guaíba, os salários dos funcionários sofreram atrasos de até 3 meses. No dia em que o poeta Mário Quintana, que há quase 50 anos trabalhava na empresa, como solidariedade aos funcionários sem pagamento, deixou de escrever sua coluna para o jornal Correio do Povo, a apresentadora Tânia Carvalho aproveitou a deixa e largou o programa no dia 5 de outubro de 1984.
No mesmo dia, Liliana Reid, cujo marido, Sérgio Reis, havia arquitetado a programação local da emissora, também não apareceu, deixando a apresentação improvisada das restantes três colegas. Marina Conter bateu ponto apenas por mais uma semana. Magda Beatriz e Aninha Comas ficaram sozinhas. Aninha, que até então somente apresentava quadros de culinária, passou a fazer entrevistas com os convidados sobre todo os assuntos. Logo a filha de Lasier Martins, Marla Martins, que vinha da apresentação do Prá Começo de Conversa, na TVE-RS, entrou para o time. Em uma tentativa de salvá-lo, o novo diretor, Sérgio Jockymann, que assumiu o vácuo criado pela situação de falência da empresa e, com seus próprios recursos, levou adiante sua programação, mudou o programa de horário, passando-o para as 16h30, enquanto o horário do almoço era preenchido por um novo programa de quadros de comentários e entrevistas, o Aqui e Agora.
Aninha Comas acabou também deixando o programa, que passou a contar com a ajuda das atrizes-apresentadoras Isabel Ibias e Maria Inês Falcão. Poucas semanas depois, foi extinto.